# Narkuny (rejon werenowski)
Narkuny (biał. Наркуны; ros. Наркуны) – wieś na Białorusi, w obwodzie grodzieńskim, w rejonie werenowskim, w sielsowiecie Zabłoć, przy drodze republikańskiej P145.